# Hartawan
Hartawan – wieś w Armenii, w prowincji Aragacotn. W 2011 roku liczyła 930 mieszkańców.